# 松尾政治
松尾 政治（まつお まさじ、1918年3月20日 - 2005年2月15日）は、株式会社マツオの創業者であり『松尾ジンギスカン』の創始者。

## 生涯
1918年生まれ。香川県から空知支庁新十津川町に入植した家系に生まれ、農家を経営していたが、後に滝川市に移り住んで馬喰という馬を扱う商売につく。1946年ごろ、親戚のところで食べた羊肉の味に感銘を受ける。味付けジンギスカンのための羊肉販売を商売にすることを思い立つ。生の羊肉をつけるタレを10年ほどの歳月をかけて開発する。このタレには、ニンニクを一切使わず、リンゴとタマネギを使用するという凝ったものであった。なお、当時、滝川市に北海道立種羊場があり、綿羊が飼われていたので、羊肉については入手が比較的容易であった。
1956年3月1日、滝川市明神町にて『松尾羊肉専門店』を開業し、あらかじめ開発されたレシピによるタレをつけた羊肉を売る商売を始める。2ヶ月近くは暇だったが、花見のシーズンに、2km先の滝川公園にて実演販売を行うという工夫をして繁盛する。
1959年より、羊肉の調達のため、ニュージーランドより輸入することを決める。1960年に、店を法人化し、松尾羊肉有限会社とする。1971年に松尾羊肉株式会社となる。創業者・社長として活躍することとなる。1996年8月、株式会社マツオと会社名が変更となる。
1975年、1977年、1980年に紺綬褒章を受章。
2005年2月15日、肺炎のため死去する。86歳であった。

## 関連書籍
登場する本
- ほっかいどう百年物語 第6集　中西出版　2005年11月　ISBN： 9784891151454